# Atlantiksturmtaucher

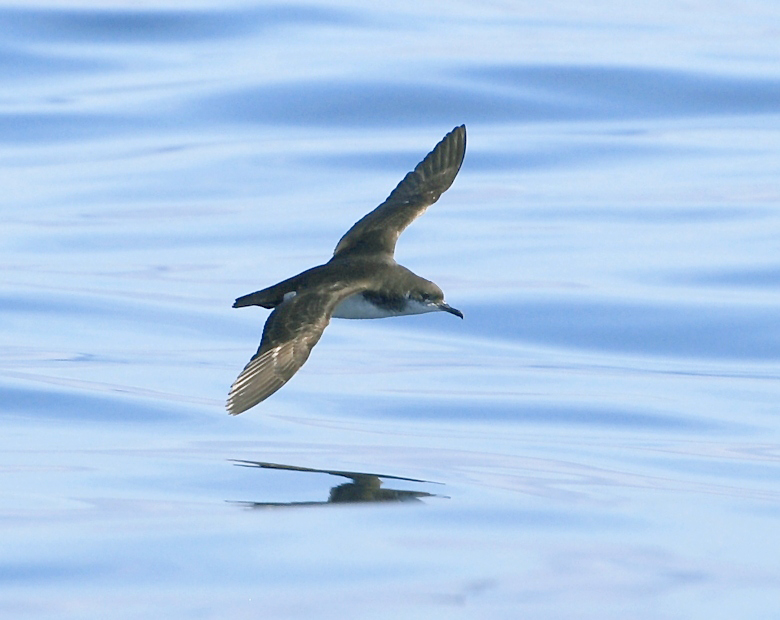
Atlantiksturmtaucher im Flug, Oberseite

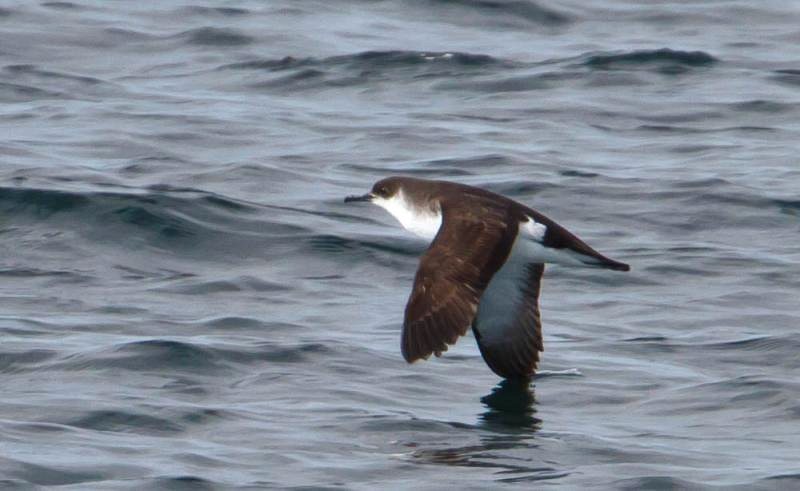
Atlantiksturmtaucher im Flug, Seitenansicht mit sichtbarem Unterflügel

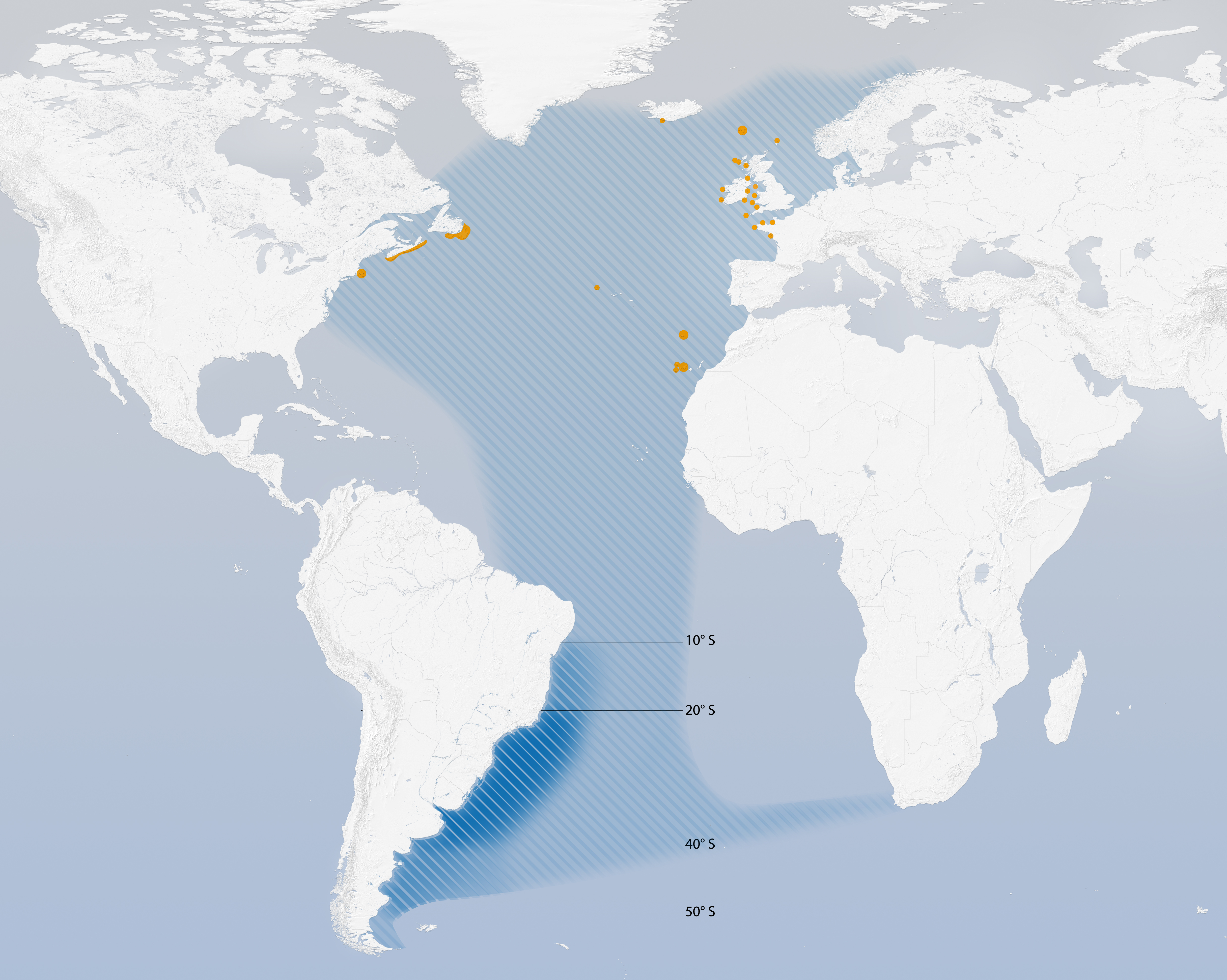
Verbreitung des Atlantiksturmtauchers: Brutkolonien (orangegelb), Streifgebiet im Winter (hellblau schraffiert), Hauptüberwinterungsgebiet zwischen 10° und 50° S (mittelblau) sowie Konzentration der meisten Vögel im Winter zwischen 20° und 40° S (dunkelblau)

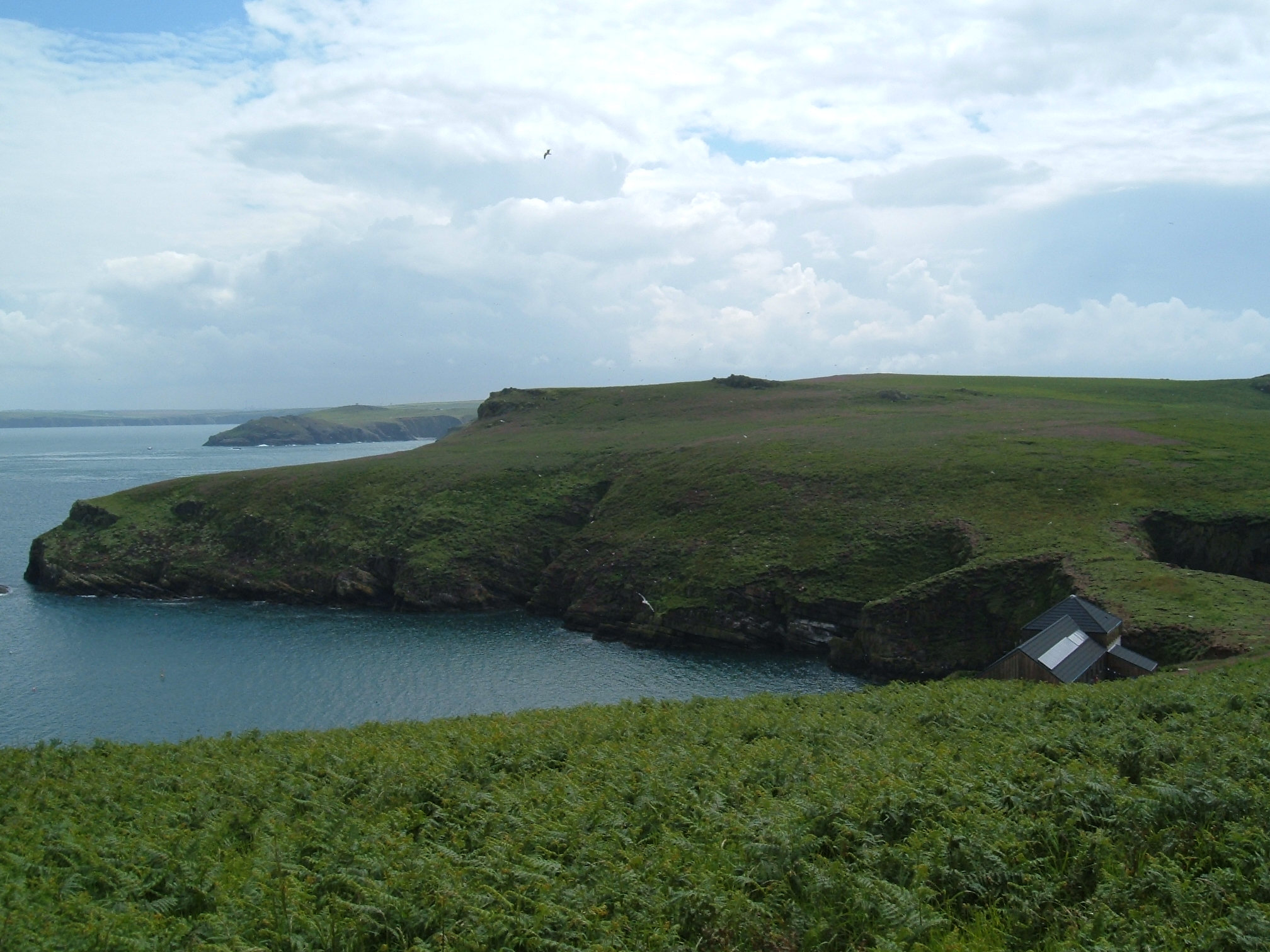
Die Brutkolonien des Atlantiksturmtauchers befinden sich meist an steilen Küstenabschnitten wie beispielsweise auf der walisischen Insel Skomer

Der Atlantiksturmtaucher (Puffinus puffinus) ist eine Vogelart aus der Familie der Sturmvögel (Procellariidae), deren Brutplätze an Inseln und Küsten des nördlichen Atlantiks liegen. Nach der Brutzeit ziehen die Vögel in den südlichen Atlantik und überwintern auf dem offenen Meer vor der Küste Brasiliens und Argentiniens. Die Art nistet in Erdhöhlen, ist an den Nistplätzen nachtaktiv und fällt durch ihre unheimlich wirkenden, heiser krähenden und gackernden Laute auf. Während der eine Partner brütet, unternimmt der andere Partner hunderte Kilometer weite, oft bis zu zwei Tage dauernde Nahrungsflüge. Die Nahrung besteht vorwiegend aus kleinen Schwarmfischen, gelegentlich aber auch kleinen Tintenfischen oder Krebsen.
Der Atlantiksturmtaucher gehört zu einer Superspecies, die früher als Schwarzschnabel-Sturmtaucher bezeichnet wurde und deren acht Unterarten heute als eigenständige Arten angesehen werden. Sehr eng verwandt ist der Atlantiksturmtaucher mit dem Balearensturmtaucher und dem Mittelmeer-Sturmtaucher. Die Arten ähneln sich stark und sind manchmal schwer zu unterscheiden.

## Beschreibung
Der Atlantiksturmtaucher ist mit 30–38 cm Körperlänge, einem Gewicht von 350 bis 575 g und einer Flügelspannweite von 75–89 cm etwa so groß wie eine Lachmöwe. Er zählt zu den mittelgroßen Arten der Gattung. Die Iris ist schwärzlich. Der dunkel braungraue oder schwärzliche Schnabel ist recht lang und schmal und an der Basis oft etwas aufgehellt. Beine und Füße sind rosa oder bläulich fleischfarben mit schwarzbrauner Laufhinterkante, Außenzehe und Außenseite der Mittelzehe. Die Schwimmhäute sind gräulicher. Die Geschlechter unterscheiden sich nicht. Das Jugendkleid ähnelt dem adulten Jahreskleid, ist aber zwischen September und Dezember durch den frischen Zustand erkenntlich.
Das Gefieder adulter Tiere ist recht kontrastreich gefärbt mit glanzlos schieferschwarzer, im abgetragenen Gefieder eher brauner Oberseite und weißer Unterseite. Der Übergang ist an Kopf- und Halsseiten grau und weiß gesprenkelt, im Unterschied zum ähnlichen Balearensturmtaucher jedoch recht scharf begrenzt – zwischen Ohrdecken und Hinterhals bilden einige weiße Borstenfedern einen sichelförmigen „Einschnitt“. Im Bereich des Bürzels ist der Übergang scharf mit weißer Ausbuchtung hinter den Flügeln. Der überwiegend weiße Unterflügel zeigt einen breiten, dunkelgrauen Hinterflügelrand, der an der Flügelspitze am breitesten ist. Der Vorderrand ist schmal dunkelgrau. Oft bilden einige dunkle Achselfedern ein Band an der Flügelbasis.
Der Atlantiksturmtaucher gleitet wie auch andere Sturmtaucher meist mit abgespreizten, reglosen Flügeln dicht über der Oberfläche, wobei er sich regelmäßig zur einen oder anderen Seite neigt und dabei mit den Flügelspitzen fast die Wellen berührt. Auf dieses Verhalten bezieht sich auch der englische Name Shearwater. Dabei ist abwechselnd die Ober- und die Unterseite zu sehen.

## Stimme
Die stimmlichen Äußerungen des Atlantiksturmtauchers sind fast ausschließlich nachts an den Brutplätzen zu vernehmen, werden aber sowohl im Flug als auch vom Boden oder aus den Bruthöhlen heraus vorgebracht. Es handelt sich um laute, rhythmische und kehlig-gackernde Rufreihen aus vier bis fünf Silben, die beständig wiederholt werden und etwa als kitti-ku-ru beschrieben werden können. Dabei sind die ersten Silben stärker betont und lauter.
Die ersten Vögel, die ab März in den Kolonien eintreffen, verhalten sich meist noch stumm. Nach etwa einer Woche setzen dann die nächtlichen Rufkonzerte ein und steigern sich ständig bis in den Mai hinein. Die Stimmen der Geschlechter sind deutlich unterschiedlich, was vor allem bei Rufduetten auffällt. Männchen rufen klarer, rhythmischer und höher, Weibchen weniger klar strukturiert und harscher. Vermutlich können Weibchen die Stimmen ihrer Partner individuell unterscheiden, was umgekehrt nicht der Fall ist.
Von Vögeln auf See wurden laut pfeifende Laute beschrieben, die aber offenbar nur sehr selten zu hören sind.

## Verbreitung
Der Atlantiksturmtaucher besiedelt Inseln und Küsten des Nordatlantiks und ist außerhalb der Brutzeit in großen Teilen des nördlichen und vor allem südlichen Atlantiks anzutreffen.
Brutvorkommen gibt es auf den Westmännerinseln vor Island, den Färöern, den Hebriden, Orkneys und Shetlands. Außerdem brütet die Art zahlreich an Klippen und Inseln der Küsten von Großbritannien und Irland. Große Kolonien gibt es beispielsweise auf Rùm in Schottland, Skokholm und Skomer in Wales und auf den Scilly-Inseln. Im Bereich der Bretagne sind oder waren unter anderem die Inseln Bannec, Molène und Rouzic auf den Sept Îles besiedelt. Weiter südlich brütet der Atlantiksturmtaucher auf den Azoren, Madeira, den Ilhas Selvagens und den Ilhas Desertas sowie einigen Kanareninseln (Teneriffa, La Palma, Brutverdacht auf La Gomera und El Hierro).
In Nordamerika kommt der Atlantiksturmtaucher als Brutvogel auf vorgelagerten Inseln in Neufundland und Massachusetts vor. Bis 1905 hat er auch auf den Bermudas gebrütet.

## Bestand
Der Atlantiksturmtaucher ist nicht im Bestand bedroht und wird von der IUCN in der Gefährdungskategorie „least concern“ geführt. Der weltweite Bestand wurde 2004 auf zwischen 350.000 und 390.000 Brutpaare (BP) geschätzt, was einem Gesamtbestand von zwischen 1.050.000 und 1.170.000 Individuen entspricht.
Allein 333.000 BP entfallen dabei auf die Britischen Inseln. Sie verteilen sich auf 40 Kolonien, von denen die drei größten mit 102.000 BP auf Skomer und 46.000 BP auf Skokholm in Wales sowie mit 120.000 BP auf Rhum in Schottland liegen. Auf den Kanalinseln gibt es etwa 50 BP, in Frankreich 192 (1999). Island hält zwischen 7000 und 9000 BP, die Färöer etwa 15.000 BP. Mit über 500 BP kommt die Art auf Madeira vor, mit über 200 auf den Kanarischen Inseln. Der Bestand der Azoren umfasste 1999 115 bis 235 BP.
Insgesamt scheint die Population vor allem in Norden stabil zu sein. Im nordwestlichen Atlantik kam es ab den 1970er Jahren zu Neuansiedelungen an der nordamerikanischen Atlantikküste. Zeitgleich stiegen die Sichtungen im nordöstlichen Pazifik an. In British Columbia und Alaska bestand Brutverdacht. Auf den Azoren und Kanaren scheint der Bestandstrend rückläufig zu sein.
Zu den Gefährdungsursachen zählt Lichtverschmutzung; durch Straßen- oder Festbeleuchtung und Feuerwerke werden die Vögel angelockt, geblendet und gehen dann zu Boden. Auch eingeschleppte Bodenfeinde wie beispielsweise Ratten oder Hauskatzen können sich stark auf den Bestand auswirken. Die gezielte  Ausrottung der Wanderratte auf der walisischen Insel Grasholm führte um die Jahrtausendwende zu einer Bestandszunahme von 849 BP (1993) auf 3835 BP (2012).
Früher wurde die Art teils intensiv vom Menschen als Nahrungsquelle genutzt. Auf den Azoren wurden von Januar bis April Sturmtaucher in großen Mengen gefangen und gekocht oder gepökelt sowie zur Schweinemast genutzt. Die Jungen wurden vor allem zur Trangewinnung gefangen. Heute stellt die Nutzung durch den Menschen dort keine größere Gefahr mehr dar, auf den Faröern werden jedoch jährlich noch 1000 bis 5000 Junge legal gesammelt.

## Wanderungen
Vor allem die nördlichen Populationen des Atlantiksturmtauchers sind transäquatoriale Langstreckenzieher, die – nach der Brutzeit – im September und Oktober  
zunächst südwärts ziehen und innerhalb von zwei bis sechs Wochen die Hauptüberwinterungsgebiete vor der Atlantikküste Brasiliens und Argentiniens erreicht haben. Diese liegen zwischen 10 und 50° S, der größte Teil der Vögel konzentriert sich aber zwischen 20 und 40° S. Die Zugrouten führen höchstwahrscheinlich über den östlich Atlantik, bevor die Vögel einen Schwenk nach Westen machen.
Der Aufenthalt in den Überwinterungsgebieten erstreckt sich etwa über vier bis fünfeinhalb Monate. Der Heimzug beginnt zwischen Februar und April und dauert zwischen 22 und 58 Tagen. Er erfolgt etwas westlicher, als der Hinzug – östlich der Kleinen Antillen, der Bermudas und der Nordamerikanischen Ostküste. Er kann mehrere längere Aufenthalte beinhalten. Insgesamt verlaufen die Wanderungen also als Schleifenzug im Uhrzeigersinn über den Atlantik.
In den Brutgebieten treffen die Vögel ab März ein, wobei sich der Frühjahrszug bis Mai hinziehen kann. Immature Nichtbrüter übersommern zum Teil im mittleren Atlantik vor der Ostküste der USA und sogar in der nördlichen Karibik.
In sehr geringen Zahlen können Überwinterer in vielen Teilen des Atlantiks angetroffen werden und gelangen sogar – an Kap Hoorn vorbeiziehend  – bis weit in den Pazifik hinein. Hier reichen die Nachweise bis in den nordöstlichen Teil (z. B. Washington, Oregon). Als Irrgast wurde die Art in vielen Ländern Europas festgestellt und fliegt dabei wohl auch weite Strecken über Land, wie Nachweise in den Alpenländern oder in Montana zeigen.

## Lebensraum
Der Atlantiksturmtaucher ist ein Meeresvogel, der hauptsächlich im Bereich der Schelfe anzutreffen ist. Er brütet auf Küsten- und Hochseeinseln oder Landspitzen, wo er meist leicht hügeliges, grasiges Gelände besiedelt. Auf den Kanarischen Inseln kommt die Art auch in Lorbeerwäldern an Steilküsten vor. Die Brutvorkommen können bis zu einem oder zwei Kilometer landeinwärts liegen. Im Bereich der Fjordküsten können sie sogar bis zu 15 km vom offenen Meer entfernt sein. Die Höhenverbreitung kann in bergigen Regionen bis auf 700 m hinaufreichen.

## Ernährung
Der Atlantiksturmtaucher ernährt sich hauptsächlich von kleinen Schwarmfischen wie dem Atlantischen Hering, der Europäischen Sprotte oder Sandaalen (Ammodytes marinus). Gelegentlich kommen Kopffüßer, Krustentiere oder an der Oberfläche treibende Abfälle hinzu. Die Beute wird meist kurz eintauchend gefangen oder tauchend verfolgt, manchmal aber auch von der Oberfläche gepickt.
Die Nahrungssuche erfolgt einzeln oder in kleinen, artreinen Trupps. Manchmal vergesellschaftet sich die Art mit Finnwalen oder Zügeldelfinen oder folgt Fischkuttern. Im nordwestlichen Atlantik ist sie oft im Bereich von Golftangen anzutreffen.

## Fortpflanzung

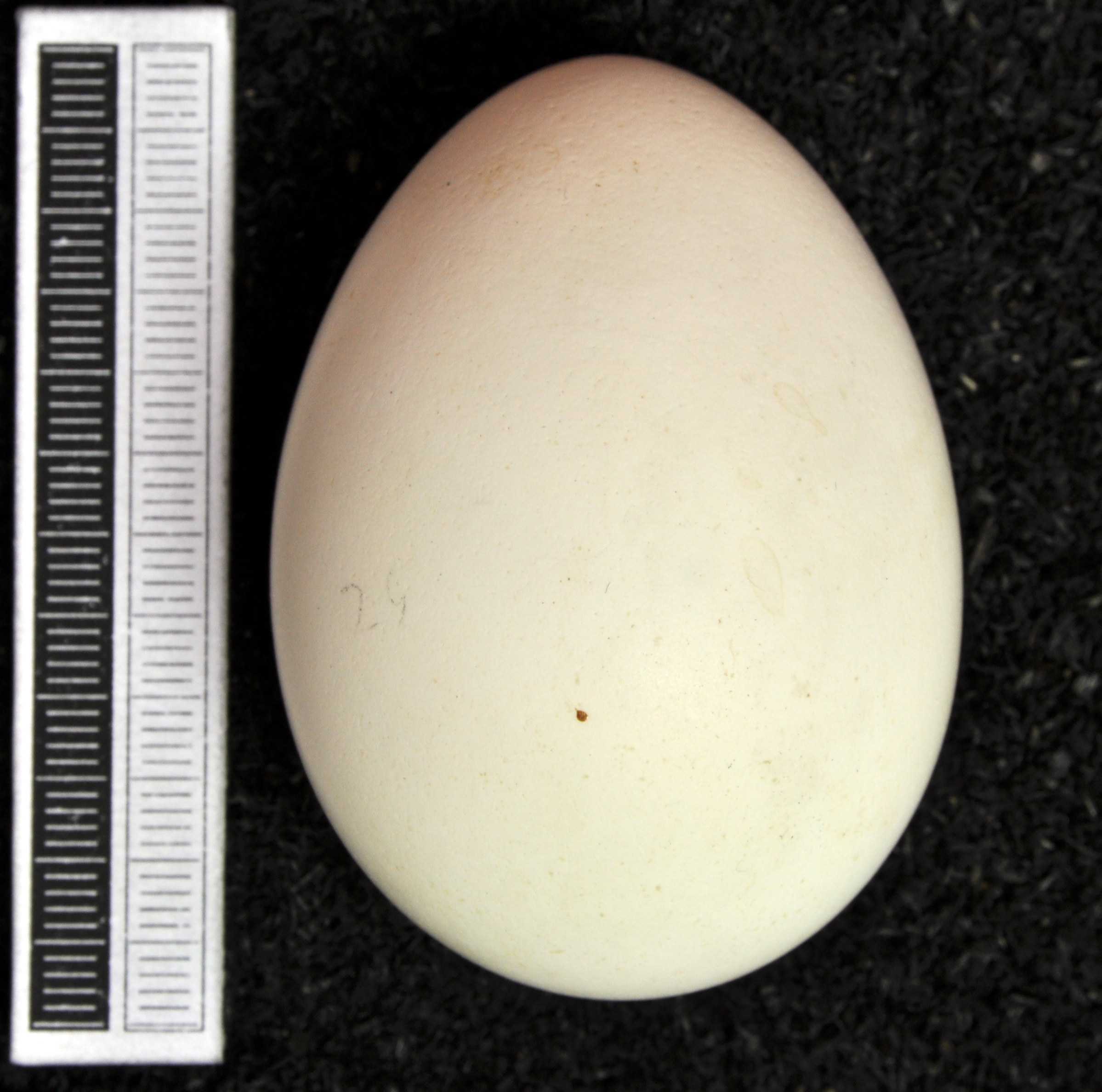
Ei des Atlantiksturmtauchers

Atlantiksturmtaucher werden zwischen dem  fünften und siebten Lebensjahr geschlechtsreif. Viele kehren erst mit drei oder vier Jahren in die Brutkolonien zurück und ein großer Teil schreitet erst ab dem siebten Jahr zur Brut. Die Brutortstreue ist bei Männchen sehr ausgeprägt, bei Weibchen jedoch geringer. Bis zu 50 % der jungen Weibchen wandern ab und suchen sich andernorts einen Partner. Die Vögel führen eine lebenslange, monogame Dauerehe, überwintern jedoch vermutlich getrennt. Es findet eine Jahresbrut statt.
Die Art brütet in teils sehr großen Kolonien, deren Standorte günstige Abflugmöglichkeiten bieten und möglichst vor Bodenfeinden sicher sein müssen. Die zwischen 50 und 100 cm tiefen Bruthöhlen werden zum Teil selbst gegraben, zum Teil werden Baue von Wildkaninchen, natürliche Spalten oder Hohlräume unter Felsen genutzt. Sie werden mit Federn, Gras, Farnkraut oder Wurzeln aus der näheren Nestumgebung ausgelegt.
Die Kolonien werden ab März besetzt, danach verlassen die Weibchen diese zunächst für einen zwei- bis dreiwöchigen Nahrungsflug wieder, bei dem sie in südlicher und südwestlicher Richtung abwandern. Die Aktivitäten am Nistplatz finden ausschließlich nachts statt, die Kopulation in der Höhle oder davor. Die Hauptlegezeit liegt in Südwales in der ersten Maidekade, in Makaronesien vermutlich früher.
Das Gelege besteht aus einem einzelnen, weißen Ei, dass etwa 60 mm × 41 mm groß ist und zwischen 47 und 66 Tagen bebrütet wird. Die Partner wechseln sich dabei etwa alle drei bis fünf Tage, manchmal erst nach acht bis zehn Tagen ab. Einer bleibt auf dem Nest, der andere unternimmt einen mehrtägigen, bis zu 1000 km weiten Nahrungsflug. Die durchschnittliche Länge einer „Schicht“ beträgt dabei bei Männchen 7,3, bei Weibchen 5,8 Tage.
Nach dem Schlüpfen wird das Junge eine Woche lang gehudert, danach alle anderthalb Tage vom Männchen und alle zwei Tage vom Weibchen gefüttert. Nach 65 bis 81 Tagen verlässt das Junge die Höhle und begibt sich zu Fuß an den Rand der Steilküste, um von dort auf das Meer hinauszufliegen.
Der Bruterfolg liegt üblicherweise zwischen 62 und 75 %. In regnerischen Sommern oder Jahren mit Nahrungsknappheit kann er etwa bis auf 44 % fallen.

## Sterblichkeit und Alter
Atlantiksturmtaucher können sehr alt werden. Der älteste Ringvogel erreichte ein Lebensalter von mehr als 52 Jahren und ist damit einer der ältesten durch Ringfunde belegten Vögel überhaupt. Das Durchschnittsalter liegt jedoch bei 7 Jahren. In den ersten Jahren liegt die Überlebensrate bei etwa 33 %, ab dem vierten Lebensjahr steigt sie auf 90 %.
Zu den Fressfeinden dieser Art gehören Großmöwen wie die Mantelmöwe oder Skuas. In Kolonien kann diesen eine große Anzahl von adulten Vögeln zum Opfer fallen. Lokal können diese Verluste in die Tausende gehen. Jungvögel können an Puffinosis sterben. In Wales liegt die Sterberate aufgrund dieser Erkrankung bei jährlich etwa 4 %. Bisweilen endet die Art auch als Beifang in Fischernetzen.